# Иччи (фильм)
«Иччи» — полнометражный российский фильм ужасов, якутского производства. Вышел на экраны в 2021 году. Режиссер фильма — Костас Марсаан (настоящее имя — Константин).

## Сюжет
Нелюдимый парень Айсен живёт с пожилыми родителями в глухих якутских лесах и не собирается перебираться к цивилизации. Однажды из города приезжает старший брат Тимир с женой Лизой и маленьким сыном и просит отца продать дом, чтобы расплатиться с долгами. Отец не горит желанием расставаться с жильём, отношения между Тимиром и Лизой накаляются; Айсену не нравится, как брат обращается с женой. Несколько раз повздорив, семейство укладывается спать, но ночью начинают происходить странные и пугающие вещи.

## В ролях
- Борислав Степанов ― Айсен
- Марина Васильева ― Лиза
- Матрёна Корнилова ― Саина
- Илья Яковлев ― Тимир
- Дмитрий Михайлов ― Пётр
- Саша Андреев ― Мичил
- Надежда Саввинова ― Маппа
- Ильяна Павлова ― шаманка

## Реакция критиков
Фильм собрал, в основном, положительные отзывы.
Смотреть «Иччи» сродни погружению в вязкое болото, в котором живёт кикимора, что тащит на дно. Пытаться описать его привычными средствами – всё равно что пересказывать ощущения от сеанса в камере депривации: только оказавшись внутри этого пространства, поймёшь, насколько, на самом деле, в хоррорах важна та часть нашего мозга, что отвечает за воображение.

#### Интервью с режиссёром
- «Мир в хаосе. Без фильмов ужасов мы сойдём с ума», Зона Ужасов, 2021